# Liste des fédérations de handball
Les fédérations de handball sont organisées au sein de la Fédération internationale de handball (IHF). On distingue deux types de fédérations : les fédérations continentales, au nombre de six, qui regroupent les fédérations nationales de chaque continent du monde, et les fédérations nationales, au nombre de 212 fédérations en 2023

## Organismes continentaux

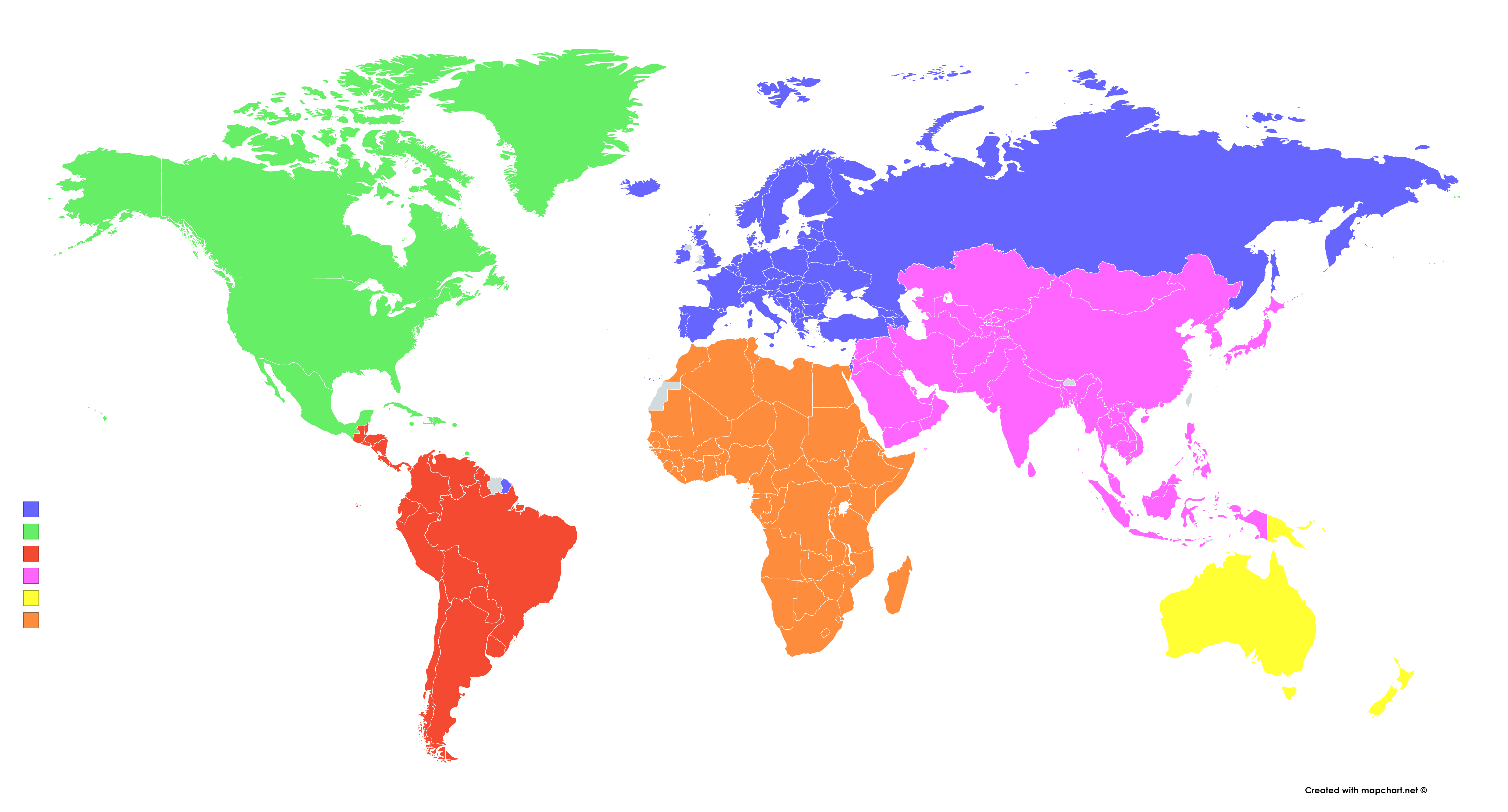
Liste des fédérations continentales affiliées à l'IHF :
Fédération asiatique de handball (AHF)
Confédération africaine de handball (CAHB)
Confédération d'Amérique du Nord et des Caraïbes (NACHC)
Confédération d'Amérique du Sud et centrale (SCAHC)
Fédération du continent océanien de handball (OCHF)
Fédération européenne de handball (EHF)

La Fédération internationale de handball (IHF) est épaulée à l'échelle continentale par six fédérations :
| Nom                                              | Sigle | Date de création | Siège                          | Nb (2023) | Site web            |
| ------------------------------------------------ | ----- | ---------------- | ------------------------------ | --------- | ------------------- |
| Confédération africaine de handball              | CAHB  | 15 janvier 1973  | Abidjan ( Côte d'Ivoire)       | 54        | cahbonline.info     |
| Fédération asiatique de handball                 | AHF   | 26 août 1974     | Koweït ( Koweït)               | 44        | asianhandball.org   |
| Confédération d'Amérique du Nord et des Caraïbes | NACHC | 13 avril 2019    | Colorado Springs ( États-Unis) | 21        | norcahandball.com   |
| Confédération d'Amérique du Sud et centrale      | SCAHC | 5 avril 2019     | Santiago ( Chili)              | 19        | handballsca.tv      |
| Fédération européenne de handball                | EHF   | 17 novembre 1991 | Vienne ( Autriche)             | 53        | eurohandball.com    |
| Fédération du continent océanien de handball     | OCHF  | 9 juillet 1993   | Mongmong-Toto-Maite ( Guam)    | 21        | oceaniahandball.com |

## Organismes nationaux par continent

### Afrique
Parmi les fédérations affiliées à la Confédération africaine de handball, on trouve :
| Zone                            | Pays                | Fédération                                                      | Fédération                                                       | Sigle      | Fondation | Adhésion à l'IHF |
| Zone                            | Pays                | Nom                                                             | Nom dans la langue du pays                                       | Sigle      | Fondation | Adhésion à l'IHF |
| ------------------------------- | ------------------- | --------------------------------------------------------------- | ---------------------------------------------------------------- | ---------- | --------- | ---------------- |
| Zone 1 (Maghreb)                | Algérie             | Fédération algérienne de handball                               | الاتحاد الجزائري لكرة اليد                                       | FAHB       | 1963      | 1964             |
| Zone 1 (Maghreb)                | Libye               | Fédération libyenne de handball                                 | ?                                                                | ?          | ?         | 1972             |
| Zone 1 (Maghreb)                | Maroc               | Fédération royale marocaine de handball                         | idem الجامعة التونسية لكرة اليدجامعة الملكية المغربية الكرة اليد | FRMHB      | 1960      | 1960             |
| Zone 1 (Maghreb)                | Tunisie             | Fédération tunisienne de handball                               | idem الجامعة التونسية لكرة اليد                                  | FTHB       | 1956      | 1962             |
| Zone 2 (Afrique de l'Ouest)     | Cap-Vert            | Fédération cap-verdienne de handball                            | Federação Caboverdiana de Andebol                                | FCVAndebol | ?         | 1988             |
| Zone 2 (Afrique de l'Ouest)     | Gambie              | Fédération gambienne de handball                                | Gambia Handball Association                                      | GHA        | 1986      | 1990             |
| Zone 2 (Afrique de l'Ouest)     | Guinée              | Fédération guinéenne de handball                                | idem                                                             | FGHB       | 1972      | 1972             |
| Zone 2 (Afrique de l'Ouest)     | Guinée-Bissau       | Fédération bissaoguinéenne de handball                          | idem                                                             | ?          | ?         | 1992             |
| Zone 2 (Afrique de l'Ouest)     | Mali                | Fédération malienne de handball                                 | idem                                                             | FMHB       | 1963      | ?                |
| Zone 2 (Afrique de l'Ouest)     | Mauritanie          | Fédération de handball de la république islamique de Mauritanie | اتحاد كرة اليد في الجمهورية الإسلامية الموريتانية                | FHBRIM     | ?         | 1988             |
| Zone 2 (Afrique de l'Ouest)     | Sénégal             | Fédération sénégalaise de handball                              | idem                                                             | FSH        | 1962      | 1962             |
| Zone 3 (Afrique centrale)       | Bénin               | Fédération béninoise de handball                                | idem                                                             | FBHB       | 1963      | 1964             |
| Zone 3 (Afrique centrale)       | Côte d'Ivoire       | Fédération ivoirienne de handball (en)                          | idem                                                             | FIHB       | 1960      | 1962             |
| Zone 4 (Afrique équatoriale)    | Cameroun            | Fédération camerounaise de handball                             | idem                                                             | FECAHAND   | 1970      | 1970             |
| Zone 4 (Afrique équatoriale)    | République du Congo | Fédération congolaise de handball                               | idem                                                             | Fécohand   | 1970      | 1970             |
| Zone 4 (Afrique équatoriale)    | RD Congo            | Fédération de handball de la République démocratique du Congo   | idem                                                             | FEHAND RDC | 1970      | 1970             |
| Zone 5 (Afrique de l'Est)       | Égypte              | Fédération égyptienne de handball                               | اتحاد كرة اليد المصري                                            | EHF        | 1957      | 1960             |
| Zone 6 (Afrique australe)       | Afrique du Sud      | Fédération sud africaine de handball                            | ?                                                                | FSAH       | 1993      | 1993             |
| Zone 6 (Afrique australe)       | Angola              | Fédération angolaise de handball                                | Federação Angolana de Andebol                                    | FAAND      | 1974      | 1980             |
| Zone 7 (Îles de l'Océan indien) | Madagascar          | Fédération malgache de handball                                 | idem                                                             | ?          | 1970      | 1970             |

### Amériques du Nord et des Caraïbes
Parmi les fédérations affiliées à la Confédération d'Amérique du Nord et des Caraïbes de handball, on trouve :
| Pays       | Fédération                             | Fédération                                                                   | Sigle | Fondation | Adhésion à l'IHF |
| Pays       | Nom                                    | Nom dans la langue du pays                                                   | Sigle | Fondation | Adhésion à l'IHF |
| ---------- | -------------------------------------- | ---------------------------------------------------------------------------- | ----- | --------- | ---------------- |
| Canada     | Fédération canadienne de handball (en) | Canadian Team Handball Federation                                            | CTHF  | 1962      | 1962             |
| Cuba       | Fédération cubaine de handball (eo)    | Federación Cubana de Balonmano                                               | FCB   | ?         | 1974             |
| États-Unis | Fédération américaine de handball      | USA Team Handball                                                            | ?     | 2008      | 1962             |
| Groenland  | Fédération du Groenland de handball    | Kalaalit Nunaanni Assammik Arsartartut Kattuffiat Grønlands Håndbold forbund | GHF   | 1974      | 1998             |
| Mexique    | Fédération mexicaine de handball (en)  | Federación Mexicana de Handball                                              | FMHB  | 1970      | 1970             |

### Amérique du Sud et centrale
Parmi les fédérations affiliées à la Confédération d'Amérique du Sud et centrale de handball, on trouve :
| Pays      | Fédération                            | Fédération                          | Sigle | Fondation | Adhésion à l'IHF |
| Pays      | Nom                                   | Nom dans la langue du pays          | Sigle | Fondation | Adhésion à l'IHF |
| --------- | ------------------------------------- | ----------------------------------- | ----- | --------- | ---------------- |
| Argentine | Confédération argentine de handball   | Confederación Argentina de Handball | CAH   | 1921      | 1954             |
| Brésil    | Confédération brésilienne de handball | Confederação Brasileira de Handebol | CBHb  | 1979      | 1954             |
| Chili     | Fédération chilienne de handball (en) | Federación Chilena de Balonmano     | FCB   | 1980      | 1980             |
| Paraguay  | Fédération paraguayenne de handball   | Federacion Paraguaya de Handball    | ?     | ?         | 1984             |
| Uruguay   | Fédération uruguayenne de handball    | Federacion Uruguaya de Handball     | ?     | ?         | 1984             |

### Asie
Parmi les fédérations affiliées à la Fédération asiatique de handball, on trouve :
| Pays            | Fédération                               | Fédération                 | Sigle | Fondation | Adhésion à l'IHF |
| Pays            | Nom                                      | Nom dans la langue du pays | Sigle | Fondation | Adhésion à l'IHF |
| --------------- | ---------------------------------------- | -------------------------- | ----- | --------- | ---------------- |
| Arabie saoudite | Fédération saoudienne de handball (en)   | اتحاد كرة اليد السعودي     | SAHF  | 1975      | 1975             |
| Bahreïn         | Fédération bahreïnienne de handball (en) | اتحاد البحرين لكرة اليد    | BHF   | 1974      | 1978             |
| Chine           | Fédération chinoise de handball (en)     | 中国手球协会               | ?     | 1979      | 1980             |
| Corée du Sud    | Fédération sud-coréenne de handball      | 대한핸드볼협회             | KHF   | 1945      | 1960             |
| Japon           | Fédération japonaise de handball (en)    | 日本ハンドボール協会       | JHA   | 1938      | 1952             |
| Kazakhstan      | Fédération kazakhe de handball (en)      | ?                          | ?     | 1957      | 1992             |
| Koweït          | Fédération koweïtienne de handball (en)  | الاتحاد الكويتي لكرة اليد  | KHA   | 1966      | 1966             |
| Qatar           | Association qatarienne de handball       | جمعية قطر لكرة اليد        | QHA   | 1968      | 1978             |

### Europe
Les fédérations affiliées à la Fédération européenne de handball sont :
| Pays                  | Fédération                                   | Fédération                                                                                              | Sigle          | Fondation | Adhésion | Adhésion |
| Pays                  | Nom                                          | Nom dans la langue du pays                                                                              | Sigle          | Fondation | IHF      | EHF      |
| --------------------- | -------------------------------------------- | --- | -------------- | --------- | -------- | -------- |
| Albanie               | Fédération albanaise de handball             | Federata Shqiptare E Hendbollit                                                                         | FHK            | ?         | 1992     | 1992     |
| Allemagne             | Fédération allemande de handball             | Deutscher Handballbund                                                                                  | DHB            | 1949      | 1950     | 1991     |
| Andorre               | Fédération andorrane de handball             | Federacio Andorrana D'handbol                                                                           | FHK            | ?         | 2011     | 2011     |
| Arménie               | Fédération arménienne de handball            | Հայաստանի հանդբոլի ֆեդերացիայի                                                                          | AHF n          | ?         | 1992     | 1992     |
| Autriche              | Fédération autrichienne de handball          | Österreichischer Handballbund                                                                           | ÖHB            | 1925      | 1945     | 1991     |
| Azerbaïdjan           | Fédération azerbaïdjanaise handball          | Azərbaycan Həndbol Federasiyası                                                                         | AHF            | ?         | 1992     | 1992     |
| Belgique              | Union royale belge de handball               | Union royale belge de handball Koninklijke belgische handbalbond Königlicher Belgischer Handballverband | URBH KBHB KBHV | 1956      | 1946     | 1991     |
| Biélorussie           | Fédération biélorusse handball               | Белорусская федерация гандбола                                                                          | Бфг            | ?         | 1992     | 1992     |
| Bosnie-Herzégovine    | Fédération de handball de Bosnie-Herzégovine | Рукометни савез Босне и Херцеговине                                                                     | RSBIH          | 1948      | 1996     | 1996     |
| Bulgarie              | Fédération bulgare de handball               | Българска федерация по хандбал                                                                          | БфX            | ?         | 1964     | 1991     |
| Chypre                | Fédération chypriote de handball             | Κυπριακή Ομοσπονδία χάντμπολ                                                                            | KOχ            | ?         | 1974     | 1991     |
| Croatie               | Fédération croate de handball                | Hrvatski rukometni savez                                                                                | HRS            | 1941      | 1992     | 1992     |
| Danemark              | Fédération danoise de handball               | Dansk Håndbold Forbund                                                                                  | DHF            | 1935      | 1946     | 1991     |
| Espagne               | Fédération royale espagnole de handball      | Real Federación Española de Balonmano                                                                   | RFEBM          | 1941      | 1948     | 1991     |
| Estonie               | Association estonienne de handball           | Eesti Käsipalliuit                                                                                      | EKL            | ?         | 1992     | 1992     |
| Îles Féroé            | Fédération féroïenne de handball             | Hondboldtsamband Föroya                                                                                 | HSF            | 1980      | 1980     | 1991     |
| Finlande              | Association finlandaise de handball          | Suomen Käsipalloliitto                                                                                  | SKL            | ?         | 1964     | 1991     |
| France                | Fédération française de handball             | Fédération française de handball                                                                        | FFHB           | 1941      | 1946     | 1991     |
| Géorgie               | Fédération nationale géorgienne de handball  | საქართველოს ეროვნული ხელბურთის ასოციაციის                                                               | GNHF           | 1956      | 1992     | 1992     |
| Grande-Bretagne       | Association britannique de handball          | British Handball Association                                                                            | BHA            | 1967      | 1970     | 1991     |
| Grèce                 | Fédération grecque de handball               | Ομοσπονδία Χειροσφαιρίσεως Ελλάδος                                                                      | OXE            | 1979      | 1978     | 1991     |
| Hongrie               | Fédération hongroise de handball (en)        | Magyar Kézilabda-szövetség                                                                              | MKS            | 1933      | 1945     | 1991     |
| Irlande               | Association olympique irlandaise de handball | Irish Olympic Handball Association                                                                      | IOHA           | ?         | 1984     | 1991     |
| Islande               | Fédération islandaise de handball            | Handknattleikssamband Íslands                                                                           | HSÍ            | 1957      | 1984     | 1991     |
| Israël                | Association israélienne de handball          | איגוד הכדוריד הישראלי                                                                                   | IHA            | 1955      | 1996     | 1996     |
| Italie                | Fédération italienne de handball (it)        | Federazione Italiana Giuoco Handball                                                                    | FIGH           | 1969      | 1969     | 1994     |
| Kosovo                | Fédération kosovare de handball              | Federata E Hendbollit E Kosoves                                                                         | FHK            | ?         | 2007     | ?        |
| Lettonie              | Fédération lettonne de handball              | Latvijas Handbola Federacija                                                                            | LHF            | ?         | 1992     | 1992     |
| Liechtenstein         | Fédération liechtensteinoise de handball     | Liechtensteiner Handball-Verband                                                                        | LHV            | ?         | 1980     | 1991     |
| Lituanie              | Fédération lituanienne de handball           | Lietuvos Rankinio Federacija                                                                            | LRF            | ?         | 1992     | 1992     |
| Luxembourg            | Fédération luxembourgeoise de handball       | Fédération luxembourgeoise de handball                                                                  | FLH            | ?         | 1946     | 1991     |
| Macédoine             | Fédération macédonienne de handball          | Ракометна федерација на Македонија                                                                      | MHF            | 1949      | 1993     | 1992     |
| Malte                 | Fédération maltaise de handball              | Malta Handball Association                                                                              | MHA            | 1995      | 1996     | 1996     |
| Moldavie              | Fédération moldave de handball               | Federatia Moldoveneasca de handbalul                                                                    | FMH            | ?         | 1992     | 1992     |
| Monaco                | Fédération monégasque de handball            | Fédération monégasque de handball                                                                       | FMHB           | ?         | 2006     | ?        |
| Monténégro            | Fédération monténégrine de handball          | Rukometni savez Crne Gore                                                                               | RSCG           | 1958      | 2007     | 2007     |
| Norvège               | Fédération norvégienne de handball           | Norges Håndballforbund                                                                                  | NHF            | 1937      | 1946     | 1991     |
| Pays-Bas              | Association néerlandaise de handball         | Nederlands Handbal Verbond                                                                              | NHV            | 1935      | 1946     | 1991     |
| Pologne               | Fédération polonaise de handball             | Związek Piłki Ręcznej w Polsce                                                                          | ZPRP           | 1928      | 1946     | 1991     |
| Portugal              | Fédération portugaise de handball            | Federação de Andebol de Portugal                                                                        | FAP            | 1939      | 1946     | 1991     |
| Roumanie              | Fédération roumaine de handball              | Federaţia Română de Handbal                                                                             | FRH            | 1936      | 1948     | 1991     |
| Russie                | Fédération russe de handball                 | Федерация гандбола России                                                                               | HFR            | 1989      | 1992     | 1992     |
| Serbie                | Fédération serbe de handball (en)            | Рукометни савез Србије                                                                                  | RSS            | 1949      | 1950     | 1991     |
| Slovaquie             | Fédération slovaque de handball              | Slovensky Zvaz Hadzanej                                                                                 | SZH            | ?         | 1993     | 1992     |
| Slovénie              | Fédération slovène de handball               | Rokometna Zveza Slovenije                                                                               | RZS            | 1949      | 1992     | 1992     |
| Suède                 | Fédération suédoise de handball              | Svenska Handbollförbundet                                                                               | SHF g          | 1935      | 1946     | 1991     |
| Suisse                | Fédération suisse de handball                | Fédération suisse de handball Schweizerischer Handball-Verband Federazione Svizzera di Pallamano        | FSH SHV FSP    | 1974      | 1946     | 1991     |
| Tchéquie              | Fédération tchèque de handball               | Cesky Svaz Hazene                                                                                       | CSH            | ?         | 1993     | 1992     |
| Turquie               | Fédération turque de handball                | Türkiye Hentbol Federasyonu                                                                             | THF            | ?         | 1978     | ?        |
| Ukraine               | Fédération ukrainienne de handball (en)      | Федерації гандболу України                                                                              | UHF            | 1992      | 1992     | 1992     |
| Fédérations associées |                                              | |                |           |          |          |
| Écosse                | Association écossaise de handball            | Scottish Handball Association                                                                           | SHA            | ?         | 2017     | ?        |
| Angleterre            | Association anglaise de handball             | English Handball Association                                                                            | EHA            | ?         | 2017     | ?        |
| Fédérations disparues |                                              | |                |           |          |          |
| Union soviétique      | Fédération soviétique de handball            | ? | ?              | 1958      | 1960     | N/A      |
| Yougoslavie           | Fédération yougoslave de handball (en)       | Рукометни Савез Југославије Rokometna zveza Jugoslavije Ракометен Сојуз на Југославија...               | -              | 1949-1992 | 1950     | N/A      |

### Océanie
Parmi les fédérations affiliées à la Fédération du continent océanien de handball, on trouve :
| Australie             | Fédération australienne de handball     | Australian Handball Federation (en)    | AHF  | ? |
| Îles Cook             | Association des Îles Cook de handball   | Cook Islands Handball Association (en) | CIHA | ? |
| Nouvelle-Zélande      | Fédération néo-zélandaise de handball   | New Zealand Handball Federation (en)   | NZHF | ? |
| Vanuatu               | Fédération vanuatuane de handball       | -                                      | FVH  | ? |
| Fédérations associées |                                         |                                        |      |   |
| Nouvelle-Calédonie    | Ligue de Handball de Nouvelle-Calédonie | -                                      | LHNC | ? |
| Tahiti                | Fédération tahitienne de handball       | -                                      | FTH  | ? |